# Vykolejení vlaku ve Woodbridge
Vykolejení vlaku ve Woodbridge, k němuž došlo 6. února 1951, je nejsmrtonosnější železniční neštěstí v dějinách New Jersey a nejsmrtonosnější vykolejení vlaku v mírových dějinách USA. Vlak č. 733 Pensylvánských železnic, který vezl přes 1000 cestujících, tehdy vjel na provizorní úsek trati bez toho, aby patřičně snížil rychlost. Důsledkem bylo jeho vykolejení, které vyústilo v 85 mrtvých a přes 500 raněných. 